# Gạch Ba banh
Gạch Ba banh, còn gọi là parpaing (theo tiếng gốc Pháp ngữ), pác panh, pa panh, ba banh, gạch bi; là một loại gạch không nung, được nén từ xỉ than (nguyên liệu chính) với một lượng nhỏ vôi, hoặc xi măng để liên kết. Đây là loại gạch có từ lâu đời  ờ Việt Nam.
Gạch papanh được sản xuất bằng công nghệ thủ công, đóng bằng tay thông qua một dụng cụ (khuôn) hoặc bằng máy loại công suất nhỏ, lực rung ép thấp nên viên gạch có cường độ chịu lực kém, độ hút nước cao, dễ bở. Tỷ lệ xi măng trong gạch papanh chỉ chiếm dưới 8%.
Gạch papanh chủ yếu được dùng cho các loại tường ít chịu lực do gạch có cường độ thấp, từ 30 – 50 kg/cm².